# Nogometno središte Donji Miholjac
Nogometno središte Donji Miholjac osnovano je odlukom Županijskog nogometnog saveza Osječko-baranjske županije, te je registrirano kao udruga i ima status pravne osobe, a član je i Zajednice športskih udruga D. Miholjca.
Nogometno središte Donji Miholjac okuplja ukupno 18 nogometnih klubova s područja grada D. Miholjca (6 klubova) i četiri općine: Magadenovac (4 kluba), Marijanci (3 kluba), Podravska Moslavina (2 kluba) i Viljevo (3 kluba).

Od sezone 2022./23 Nogometno središte Donji Miholjac ima 2. ŽNL sa 12 klubova 

## Popis klubova, liga i godina osnivanja
Slijede podatci za sezonu 2023./24.:
Međužupanijska nogometna liga Osijek – Vinkovci
- NK Jedinstvo Donji Miholjac – 1919.

1. ŽNL Osječko-baranjska
- NK Viljevo – 1949.
- NK Hajduk Marijanci – 1928.

2. ŽNL Osječko-baranjska  NS Donji Miholjac
- NK Beničanci – 1952.
- NK Bočkinci – 1957.
- NK Bratstvo Radikovci – 1937.
- NK Graničar Šljivoševci – 1928.
- NK Mladost Črnkovci – 1948.
- NK Podravac Podravska Moslavina – 1942.
- NK Sokol Rakitovica – 1953.
- NK Viktorija Lacići – 1934.
- NK Sveti Đurađ – 1947.
- NK Kapelna – 2003.
- NK Kućanci – 1963.
- NK Hajduk Krčenik – 1946.

Zbog malog broja klubova, u sezoni 2020./21 i 2021./22. klubovi su bili uključeni u 3. ŽNL Osječko-baranjska NS Našice.
Klubovi u stanju mirovanja
- NK Osvit Donji Miholjac – 2000.
- NK Zrinski Čamagajevci
- NK Slavonija Podgajci Podravski – 1928.
- NK Mladost Golincii – 1953.
- NK Ivanovo – 1994.
- NK Donji Miholjac – 2019.

## Vanjske poveznice
- http://www.nogos.info/  Arhivirana inačica izvorne stranice od 22. svibnja 2016. (Wayback Machine)
- http://www.hns-cff.hr/

| Nogometna središta Županijskog nogometnog saveza Osječko-baranjske županije           | Nogometna središta Županijskog nogometnog saveza Osječko-baranjske županije |
| ------------------------------------------------------------------------------------- | --------------------------------------------------------------------------- |
|                                                                                       |                                                                             |
| NS Beli Manastir • NS Donji Miholjac • NS Đakovo • NS Našice • NS Osijek • NS Valpovo |                                                                             |

| Nogometna središta Županijskog nogometnog saveza Osječko-baranjske županije           | Nogometna središta Županijskog nogometnog saveza Osječko-baranjske županije |
| ------------------------------------------------------------------------------------- | --------------------------------------------------------------------------- |
|                                                                                       |                                                                             |
| NS Beli Manastir • NS Donji Miholjac • NS Đakovo • NS Našice • NS Osijek • NS Valpovo |                                                                             |